# Dorothy Allisonová
Dorothy Allisonová (11. dubna 1949 Greenville, Jižní Karolína, USA – 6. listopadu 2024 Guerneville) byla americká spisovatelka, která se ve svém díle věnovala tématům třídního boje, sexuálního zneužívání, týrání dětí, feminismu a ženské homosexuality. V díle reflektovala svou bezprostřední osobní zkušenost, sama se identifikovala jako feminní lesba, pocházela z chudých poměrů a byla týrána a sexuálně zneužívána nevlastním otcem. Za své knihy získala řadu ocenění, například několik LGBT literárních cen Lambda.
Tvorbu Allisonové ovlivnily mimo jiné americké spisovatelky Flannery O'Connorová a Toni Morrisonová. Podobně jako pro Morrisonovou v románu Velmi modré oči bylo i pro Allisonovou v románové prvotině Parchant z Jižní Karolíny stěžejním tématem zneužívání dětí v rodině. Za knihu byla Allisonová v roce 1992 nominovaná na americkou National Book Award. Román byl ve Spojených státech ceněn pro zdařilé vyobrazení dysfunkční rodiny a specifickou poetiku amerického Jihu, byl přirovnán i ke klasikám jako Kdo chytá v žitě. Částečně autobiografický příběh, který sleduje těžký osud bělošské dívky z jižanské tzv. bílé spodiny (angl. white trash), vyšel v roce 2016 také v českém překladu Zuzany Joskové.

## Dílo

### Romány
- Parchant z Jižní Karolíny (Bastard Out of Carolina, 1992, česky 2016 v překladu Zuzany Joskové, ISBN 978-80-86573-60-1)
- Cavedweller (1998)

### Ostatní
- The Women Who Hate Me: Poems by Dorothy Allison (1983)
- Trash: Short Stories (1988)
- The Women Who Hate Me: Poetry 1980–1990 (1991)
- Skin: Talking About Sex, Class & Literature (1994)
- Two or Three Things I Know for Sure (1995)